# Graham Harman
Graham Harman (Iowa City, 9 de maig de 1968) és un filòsof estatunidenc. És professor de filosofia al Southern California Institute of Architecture de Los Angeles. El seu treball sobre la metafísica dels objectes va portar al desenvolupament de l'ontologia orientada a objectes. És una figura central de la tendència del realisme especulatiu de la filosofia contemporània.

## Biografia
Harman va néixer a Iowa City i es va criar a Mount Vernon. Es va llicenciar al St. John's College d'Annapolis el 1990, i va fer un màster a la Universitat Estatal de Pennsilvània l'any següent. Mentre cursava el doctorat a la Universitat DePaul de Chicago, Harman va treballar com a periodista esportiu, una experiència a la qual atribueix el desenvolupament del seu estil prolífic d'escriptura. El 1999 es va incorporar al Departament de Filosofia de la Universitat Americana del Caire, on va exercir la docència del 2000 al 2016. També ha estat professor visitant de la Universitat d'Amsterdam, la Universitat de Torí i la Universitat Yale. Des del 2013 és professor de l'European Graduate School.

## Pensament
Harman comença el desenvolupament del seu treball amb el concepte d'«anàlisi d'eines» de Martin Heidegger a Sein und Zeit. Per a Harman, l'anàlisi d'eines va ser un descobriment clau que estableix les bases per prendre seriosament l'existència autònoma dels objectes i, en fer-ho, posa de manifest les deficiències de la fenomenologia a causa de la seva subordinació dels objectes al seu ús o relació amb els humans.
Harman es considera part del corrent de pensament del «realisme especulatiu», una agrupació de filòsofs units per dues perspectives: un rebuig a les «filosofies d'accés» antropocèntriques que privilegien la perspectiva dels humans en relació als objectes, i un suport al realisme metafísic mitjançant el rebuig del «correlacionisme», una hipòtesi de la filosofia postkantiana que el seu company realista especulatiu Quentin Meillassoux defineix com «la idea segons la qual només tenim accés a la correlació entre pensar i ésser, i no a cap dels termes considerats de manera separada». Seguint la concepció primerenca de la metàfora a l'obra del filòsof José Ortega y Gasset, en què tant els humans com els no humans són tractats no com a correlats entre ells sinó com a persones que tenen vides independents igualment riques, l'enfocament orientat als objectes de Harman considera que aquests són terreny fèrtil per a una metafísica que treballa per superar l'antropocentrisme i el correlacionisme.
Segons Harman, tot és un objecte, ja sigui una bústia, una ombra, un espaitemps, un personatge de ficció o la Commonwealth. No obstant això, basant-se en la fenomenologia, fa una distinció entre dues categories d'objectes: els objectes reals i els objectes sensuals (o objectes intencionats), cosa que diferencia la seva filosofia de l'ontologia plana de Bruno Latour.
Harman defineix els objectes reals com a inaccessibles i infinitament retirats de totes les relacions i després es planteja com es pot accedir a aquests objectes o establir-hi relacions: «per definició, no hi ha accés directe als objectes reals. Els objectes reals són incommensurables al nostre coneixement, no es poden traduir a qualsevol accés relacional de qualsevol tipus, cognitiu o no. Els objectes només es poden conèixer indirectament. I aquest no és només el destí dels humans, és el destí de tot».
La idea central de la filosofia de Harman és la idea que els objectes reals són inesgotables: «Un oficial de policia que menja un plàtan redueix aquesta fruita a un perfil actual de la seva profunditat evasiva, com ho fa un mico que menja el mateix plàtan, un paràsit que l'infecta, o una ràfega de vent que el faci caure des d'un arbre. L'ésser del plàtan és una realitat genuïna al món, una realitat no esgotada per cap relació amb ell per part dels humans o d'altres entitats». A causa d'aquesta inesgotabilitat, afirma Harman, hi ha un problema metafísic sobre com dos objectes poden interactuar. La seva solució és introduir la noció de vicarious causation, segons la qual els objectes només poden interactuar a l'interior d'una «intenció» (que també és un objecte).
Travessant la tradició fenomenològica, i especialment el seu gir lingüístic, Harman desplega una marca de realisme metafísic que intenta extreure els objectes de la seva captivitat humana i al·ludeix metafòricament a un estrany món subterrani d'objectes vacuum-sealed en si mateixos: The comet itself, the monkey itself, Coca-Cola itself, resonate in cellars of being where no relation reaches.
Fortament simpatitzant amb el panpsiquisme, Harman proposa una nova disciplina filosòfica anomenada «psicologia especulativa» dedicada a investigar les «capes còsmiques de la psique» i «extreure la realitat psíquica específica dels cucs de terra, la pols, els exèrcits, el guix i la pedra». Harman, però, no avala sense reserves un panpsiquisme global i, en canvi, proposa una mena de «polipsiquisme» que, tanmateix, ha de «volar més enllà de tots els límits anteriors, però sense estendre's del tot a totes les entitats». Continua afirmant que «percebre» i «no percebre» no són diferents tipus d'objectes, sinó que es poden trobar en una mateixa entitat en diferents moments: «L'important és que els objectes no perceben en la mesura que existeixen, com el panpsiquisme. proclama. En canvi, perceben en la mesura que es relacionen».
Harman rebutja el cientisme a causa del seu antropocentrisme: «Per a ell, les gotes de pluja no saben res i els llangardaixos en saben molt poc, i alguns humans tenen més coneixement que d'altres».

## Obra publicada
- 2002. Tool-Being: Heidegger and the Metaphysics of Objects (Open Court Publishing)
- 2005. Guerrilla Metaphysics: Phenomenology and the Carpentry of Things (Open Court Publishing)
- 2007. Heidegger Explained: From Phenomenon to Thing (Open Court Publishing)
- 2009. Prince of Networks: Bruno Latour and Metaphysics Arxivat 2022-10-21 a Wayback Machine. (re.press)
- 2010. Towards Speculative Realism: Essays and Lectures (Zero Books)
- 2010. Circus Philosophicus (Zero Books)
- 2010. L'objet quadruple (Presses universitaires de France)
- 2011. The Prince and the Wolf: Latour and Harman at the LSE (Zero Books, amb Bruno Latour i Peter Erdélyi)
- 2011. Quentin Meillassoux: Philosophy in the Making (Edinburgh University Press)
- 2012. Weird Realism: Lovecraft and Philosophy (Zero Books)
- 2013. Bells and Whistles: More Speculative Realism (Zero Books)
- 2014. Bruno Latour: Reassembling the Political (Pluto Press)
- 2016. Immaterialism: Objects and Social Theory (Polity Press)
- 2016. Dante's Broken Hammer: The Ethics, Aesthetics, and Metaphysics of Love (Repeater Books)
- 2017. The Rise of Realism (Polity Press, amb Manuel DeLanda)
- 2018. Object-Oriented Ontology: A New Theory of Everything (Pelican Books)
- 2018. Speculative Realism: An Introduction (Polity Press)
- 2020. Art and Objects (Polity Press)
- 2020. Is There an Object-Oriented Architecture? Engaging Graham Harman (Bloomsbury)
- 2020. Skirmishes: With Friends, Enemies, and Neutrals (Punctum Books)
- 2021. Artful Objects: Graham Harman on Art and the Business of Speculative Realism (Sternberg Press)
- 2022. Architecture and Objects (University of Minnesota Press)